# Обика, Джонатан
Джонатан Чиедози Обика (англ. Jonathan Chiedozie Obika; род. 12 сентября 1990, Энфилд, Большой Лондон) — английский футболист, нападающий клуба «Моркам», выступающий на правах аренды за «Мотеруэлл».

## Карьера
«Тоттенхэм»
Обика, родившийся в Энфилде, Лондон, является выпускником молодежной системы «Тоттенхэм Хотспур» и был лучшим бомбардиром академии в сезоне 2007/08. Он дебютировал за первую команду в Кубке УЕФА 27 ноября 2008 года, в матче против голландского НЕК. Он также сыграл против украинской команды «Шахтер» в том же соревновании. Спустя некоторое время, Обика подписал контракт с клубом в январе 2009 года.
19 марта 2009 года он подписал контракт с командой Лиги Один, «Йовил Таун», сроком на один месяц. В апреле, его аренда была продлена до конца сезона 2008/09. За свой двухмесячный период аренды он сыграл 10 игр, забив 4 мяча.
1 сентября 2014 перешёл на правах свободного агента в «Суиндон Таун».